# شورای پتروگراد
شورای نمایندگان کارگران و سربازان پتروگراد (روسی: Петроградский совет рабочих и солдатских депутатов) شورای انقلابی شهر پتروگراد پایتخت وقت روسیه بین سال‌های ۱۹۱۷ تا ۱۹۲۴ بود. این شورا معمولاً به‌طور اختصاری شورای پتروگراد نامیده می‌شود.
شورای پتروگراد در مارس ۱۹۱۷ و پس از انقلاب فوریه به عنوان شورای نمایندگان کارگران و سربازان پتروگراد تأسیس شد، در حالی که شهر از قبل دارای یک شورای شهر به نام دومای شهر سنت پترزبورگ بود. در طول روزهای انقلاب روسیه که از مارس تا اکتبر ۱۹۱۷ ادامه داشت، شورای پتروگراد تلاش کرد تا به نهاد اصلی قدرت در سراسر روسیه تبدیل شود و خود را به عنوان یک مرکز قدرت رقیب درمقابل دولت موقت معرفی کند. رقابت شورای پتروگراد و دولت موقت در تاریخ‌نگاری شوروی به نام دوویولاستیه (قدرت دوگانه) شناخته می‌شود. کمیته‌های شورای پتروگراد عناصری کلیدی در رهبری انقلاب روسیه بودند و برخی از آنها شورش مسلحانه را در پایتخت در هنگام وقوع انقلاب اکتبر رهبری کردند.

## تشکیل شورا
ریشه شورای پتروگراد به شورای پترزبورگ(تا پیش از ۱۹۱۴ پتروگراد به نام پترزبورگ شناخته می‌شد) برمی‌گردد که به مدت چند ماه در زمان انقلاب ۱۹۰۵ تشکیل شد و لئون تروتسکی ریاست آن را برعهده داشت. پس از شروع جنگ جهانی اول و اعزام کارگران و کشاورزان به‌عنوان سرباز به جنگ، گروه‌های چپ به فکر سازمان‌دهی مجدد در شهرهای مختلف به ویژه در پتروگراد (پایتخت وقت روسیه) افتادند. درنتیجه انجمنی به نام گروه مرکزی کارگران تشکیل شد که اکثر اعضای آن را منشویک‌ها تشکیل می‌دادند. از نوامبر ۱۹۱۵ به بعد که شکست‌های روسیه در جنگ آغاز شد و تلفات روس‌ها افزایش پیدا کرد، گروه مرکزی کارگران نیز رادیکال‌تر شد و به تدریج شروع به تدارک اعتراضات و اقدامات انقلابی کرد.
با افزایش اعتراضات به ادامه جنگ و شرایط نامساعد اقتصادی که از اواخر ۱۹۱۶ شروع به بدتر شدن کرده بود، دولت روسیه از وجود گروه‌های مخالف چپ احساس خطر کرد و در نتیجه در ۲۷ ژانویه ۱۹۱۷ تمام اعضای رهبری گروه مرکزی کارگران دستگیر و در قلعه پیتر و پل زندانی شدند. با وجود دستگیری رهبران مخالفان اعتراضات ادامه پیدا کرد تا اینکه در صبح روز ۲۷ فوریه (روز آغاز انقلاب فوریه) گروهی از سربازان خشمگین که از ادامه جنگ ناراضی بودند به قلعه پیتر و پل حمله کردند و رهبران مخالفان، ازجمله اعضای گروه مرکزی کارگران را آزاد کردند. رهبران و فعالان چپ‌گرای آزاد شده از در ادامه همان روز رسماً تشکیل شورای کارگران و سربازان پتروگراد را اعلام کردند و روند انتخاب کادر رهبری شورا را آغاز کردند.
در عصر ۲۷ فوریه بیش از ۳۰۰ نفر از رهبران کارگری و سربازان در مراسم آغاز به کار شورای پتروگراد در کاخ تورید شرکت کردند. در گام اول یک کمیته اجرایی (با نام اختصاری ایسپولکوم) انتخاب شد که مسئولیت اداره امور شورا را برعهده داشت. اکثر اعضای ایسپولکوم را منشویک‌ها تشکیل می‌دادند و این اعضا، نیکولای چخیدزه را به ریاست شورا برگزیدند. به فرمان ایسپولکوم، روزنامه ایزوستیا به‌عنوان ارگان خبری رسمی شورای پتروگراد برگزیده شد.
در روز بعد یعنی ۲۸ فوریه، روند گزینش اعضای عمومی شورا آغاز شد و کارخانه‌ها و پادگان‌ها نمایندگان خود را برای عضویت در شورا انتخاب کردند. اکثریت برگزیده‌شدگان دارای افکار سیاسی میانه‌رو بودند و انقلابیون تندرو مانند بلشویک‌ها به ندرت درمیان آنان یافت می‌شد. در پایان روز بیش از ۳۰۰۰ نفر به عضویت در شورا انتخاب شدند که سربازان اکثریت آن‌ها را تشکیل می‌دادند. جلسات عمومی شورا اغلب پرسروصدا و بی‌نظم بود و تصمیم‌گیری‌های اصلی معمولاً در جلسات کمیته اجرایی (ایسپولکوم) گرفته می‌شد.

## جنگ قدرت با دولت موقت
شورای پتروگراد در روزهای انقلاب روسیه (از فوریه تا اکتبر ۱۹۱۷) به تدریج به یک مرجع قدرت رقیب در مقابل دولت موقت روسیه که ابتدا توسط گئورگی لووف و سپس توسط الکساندر کرنسکی رهبری می‌شد تبدیل شد. این رقابت بر سر قدرت بین دولت موقت و شورای پتروگراد وضعیتی را به وجود آورد که در تاریخ‌نگاری شوروی به قدرت دوگانه مشهور است.
کمیته اجرایی (ایسپولکوم) شورای پتروگراد اغلب با عناوینی چون بورژوا و ناسیونالیست به دولت موقت حمله می‌کرد و تصمیمات این دولت را زیر سؤال می‌برد. شورای پتروگراد به تدریج توانست قدرت دولت موقت را به چالش بکشد و کنترل زیرساخت‌هایی چون پست، تلگراف، راه‌آهن و تامین غدا را از دست دولت موقت خارج سازد. شورای پتروگراد درنهایت از این تسلط بر زیرساخت‌ها برای سرنگون کردن دولت موقت در جریان انقلاب اکتبر استفاده کرد.

## بلشویزاسیون شورا
فرایند صعود بلشویک‌ها به قدرت در شورای پتروگراد در طول روزهای انقلاب روسیه به بلشویزاسیون شورای پتروگراد مشهور است. بلشویک‌ها که در روزهای ابتدایی پس از انقلاب فوریه قدرت کمی در شوراها داشتند و تعداد اندکی از آن‌ها در شوراهایی چون پتروگراد حضور داشتند، به تدریج و طبق تزهای آوریل لنین که در آن بر تصرف شوراها تأکید شده بود اقدام به تصرف شوراهایی نظیر پتروگراد کردند و درنهایت به نیروی اصلی اپوزیسیون در مقابل دولت موقت تبدیل شدند.
پس از روزهای ژوئیه و استعفای گئورگی لووف و به قدرت رسیدن کرنسکی، بلشویک‌ها از حضور اعضای حزب سوسیالیست انقلابی و منشویک‌ها در دولت کرنسکی استفاده کردند تا خود را به‌عنوان تنها نیروی مخالف سوسیالیست تثبیت کنند. بلشویک‌ها در این زمان با بیشترین توان اقدام به تولید و پخش پروپاگاندای انقلابی بر ضد دولت موقت می‌کردند. در ماه ژوئن روزانه بیش از صدهزار نسخه از روزنامه پراودا توزیع می‌شد و در ماه ژوئیه بیش از ۳۵۰ هزار اطلاعیه و شب‌نامه بر ضد دولت موقت از سوی بلشویک‌ها پخش شد.
پس از کودتای کورنیلوف و شکست آن به‌وسیله گاردهای سرخ و نیروهای نظامی وابسته به شورای پتروگراد، فضای شورا به شدت به سمت چپ رادیکالیزه شد. از سپتامبر ۱۹۱۷ به بعد فقط عده اندکی از اعضای میانه‌روی شورا به دولت موقت وفادار بودند، درحالی‌که اکثریت رادیکال شورا به شدت مخالف دولت موقت بود. ایسپولکوم (کمیته اجرایی) شورای پتروگراد در ماه‌های سپتامبر و اکتبر کاملاً با موضع بلشویک‌ها همراه بود و با هر اقدام دولت موقت بر ضد آن‌ها مخالفت می‌کرد. حتی اعضای منشویک شورا که پس از شکست قیام بلشویک‌ها در روزهای ژوئیه با دستگیری آن‌ها موافق بودند از ماه سپتامبر به بعد با نظر آن‌ها همراه شدند. در جریان کودتای کورنیلوف، کرنسکی دستور داد که برای دفاع از شهر در مقابل نظامیان بیش از ۴۰ هزار قبضه سلاح بین کارگران و گاردهای سرخ که بلشویک‌ها اکثریت آن‌ها را تشکیل می‌دادند توزیع شود. بسیاری از این اسلحه‌ها درنهایت در جریان انقلاب اکتبر بر ضد خود دولت موقت استفاده شد.
قصد بلشویک‌ها برای تصرف شورای پتروگراد بالاخره در اواخر سپتامبر به نتیجه رسید و اعضای شورای پتروگراد که حال بلشویک‌ها اکثریت آن‌ها را تشکیل می‌دادند در ۲۵ سپتامبر لئون تروتسکی را به‌عنوان رئیس جدید خود برگزیدند. انتخاب تروتسکی فرایند تبدیل شورای پتروگراد به یک نهاد انقلابی بلشویکی که از ماه آوریل آغاز شده بود را به پایان رساند.

## انقلاب اکتبر
در ۶ اکتبر با پیشروی آلمان در جبهه جنگ، پتروگراد در خطر اشغال نظامی قرار گرفت. دولت موقت تصمیم گرفت که پتروگراد را تخلیه کند و پایتخت را به مسکو منتقل کند. ایسپولکوم شورای پتروگراد به شدت این تصمیم را محکوم کرد و تروتسکی بخش سربازان شورا که اکثریت آن را منشویک‌ها تشکیل می‌دادند را وادار کرد تا قطعنامه‌ای را برای محکوم کردن تصمیم دولت موقت صادر کند. دولت موقت درنهایت بر اثر فشار شورای پتروگراد تصمیم تخلیه را لغو کرد. کرنسکی سپس تصمیم گرفت که سربازان پادگان پتروگراد را به جبهه اعزام کند، تصمیمی که مجدداً با مقاومت از سوی شورای پتروگراد روبرو شد و سرانجام لغو شد.
در ۹ اکتبر شورای پتروگراد تصمیم به ایجاد یک کمیته دفاع انقلابی برای مقابله با اشغال احتمالی پایتخت توسط آلمان گرفت. تروتسکی با حمایت بلشویک‌ها و اس‌ارهای چپ قطعنامه‌ای را پیشنهاد کرد که وظایف کمیته تازه تأسیس را شامل دفاع از انقلاب در مقابل اشغال آلمان و همچنین دشمنان داخلی انقلاب می‌کرد. علی‌رغم مقاومت منشویک‌ها، ایسپولکوم این قطعنامه را در ۱۲ اکتبر پذیرفت و قطعنامه سرانجام در ۱۶ اکتبر به تصویب مجمع عمومی شورای پتروگراد رسید. کمیته تازه ایجاد شده، کمیته نظامی-انقلابی (میلرِوکوم) شورای پتروگراد نام گرفت.
ریاست کمیته نظامی انقلابی را پاول لازیمیر، یکی از اعضای اس‌ارهای چپ که به مواضع بلشویک‌ها نزدیک بود برعهده داشت و معاونت وی را  نیکولای پودوُیسکی بلشویک عهده‌دار بود. به‌خاطر نفوذ پودویسکی، کمیته نظامی انقلابی عملاً به سازمان نظامی بلشویک‌ها تبدیل شد. با ایجاد کمیته نظامی انقلابی پتروگراد، دولت موقت عملاً کنترل خود را بر اکثریت نیروهای نظامی مستقر در پایتخت از دست داد زیرا عده اندکی از نظامیان بودند که با نظرات انقلابی بلشویک‌ها موافق نبودند.
در ۲۱ اکتبر کمیته نظامی انقلابی به به پادگان پتروگراد که فرماندهان آن هنوز به دولت موقت وفادار بودند دستور داد که نیروهای خود را به بخش سربازان شورای پتروگراد تسلیم کند. فرمانده ارشد پادگان، کلنل پولکوفنیکوف که به شدت با بلشویک‌ها مخالف بود از این فرمان سرپیچی کرد. کمیته نظامی انقلابی در یک اطلاعیه عمومی سرپیچی پولکوفنیکوف از تصمیم شورا را نشانه بارز ضدیت با انقلاب دانست و با لحنی تند از فرماندهان پادگان پتروگراد انتقاد کرد. فرماندهان پادگان پیشنهاد یک مذاکره بین خود و کمیته نظامی انقلابی را مطرح کردند، مذاکره‌ای که در ۲۳ و ۲۴ اکتبر انجام شد اما موفقیت‌آمیز نبود.
در شب ۲۴ اکتبر نیروهای وابسته به دولت موقت که اقدام نظامی بلشویک‌ها را قریب‌الوقوع می‌دیدند سعی کردند تا با انجام یک حمله پیشگیرانه نیروهای نظامی بلشویک‌ها را از کار بیندازند. به این صورت انقلاب اکتبر آغاز شد. نیروهای کمیته نظامی انقلابی در واکنش اقدام به تصرف تلگراف‌خانه مرکزی پتروگراد و پل‌های روی رود نوا، که بخش مرکزی شهر را به حومه متصل می‌کرد کردند. در فاصله شب ۲۴ اکتبر تا صبح ۲۵ اکتبر نیروهای کمیته نظامی انقلابی تقریباً تمام زیرساخت‌های اساسی پتروگراد را به سرعت و بدون مقاومت خاصی تصرف کردند، زیرا تقریباً تمامی نیروهای نظامی مؤثر پایتخت از قبل با آنان همراه شده بودند و با اهداف آنان همدل بودند.
در ساعت ۱۰ صبح ۲۵ اکتبر، کمیته نظامی انقلابی با انتشار بیانیه‌ای که در حقیقت توسط شخص لنین نوشته شده بود اعلام کرد که دولت موقت سقوط کرده و قدرت آن به‌طور کامل به شورای پتروگراد انتقال یافته‌است. در بعدازظهر آن روز تروتسکی رسماً در شورای پتروگراد اعلام کرد که این شورا از این لحظه تنها دارنده قدرت در روسیه است. ساختمان شورای پتروگراد در آن زمان مملو از نمایندگان بلشویک و اس‌ار چپ بود که برای دومین کنگره سراسری شوراها از سراسر روسیه به پتروگراد آمده بودند.
در شب ۲۵ اکتبر تروتسکی رسماً دومین کنگره شوراهای کارگران و سربازان سراسر روسیه را در ساختمان مؤسسه اسمولنی که در آن زمان به‌عنوان محل استقرار شورای پتروگراد درنظر گرفته شده بود افتتاح کرد. همزمان با افتتاح کنگره سراسری شوراها، اعضای کمیته نظامی انقلابی به رهبری ولادیمیر آنتونف-افسینکو به کاخ زمستانی پتروگراد محل استقرار وزرای دولت موقت حمله کردند. با تصرف کاخ زمستانی، دولت موقت روسیه رسماً سقوط کرد و تمام قدرت به دست شوراها افتاد. ولادیمیر لنین شخصاً به جلسه کنگره شوراها در ساختمان اسمولنی آمد تا تصرف آخرین سنگر دولت موقت در پایتخت و پیروزی انقلاب اکتبر را به نمایندگان کارگران و سربازان اعلام کند.